# Tour de Flandes 1943
El Tour de Flandes 1943, la 27ª edición de esta clásica ciclista belga. Se disputó el 19 de abril de 1943.
El ganador fue el belga Achiel Buysse, que se impuso al esprint a sus dos compañeros de fuga en la llegada a Gante. Los también belgas Albert Sercu y Camille Beeckman  acabaron segundo y tercero respectivamente. 
Esta fue la tercera y la última victoria de Buysse en esta clásica, después de las conseguidas el 1940 y 1941, siendo el primer ciclista en conseguir esta hito.

## Clasificación General
|    | Ciclista             | Equipo             | Tiempo     |
| -- | -------------------- | ------------------ | ---------- |
| 1  | Achiel Buysse        | Dilecta-Wolber     | 6h 07' 58" |
| 2  | Albert Sercu         | Dilecta-Wolber     | m. t.      |
| 3  | Camille Beeckman     |                    | m. t.      |
| 4  | Sylvain Grysolle     | Dilecta-Wolber     | + 25"      |
| 5  | Marcel Kint          | Mercier-Hutchinson | + 1' 20"   |
| 6  | Albert Beirnaert     |                    | + 1' 20"   |
| 7  | Jef Moerenhout       | Dilecta-Wolber     | + 1' 20"   |
| 8  | Dolf Vandenbossche\| |                    | + 1' 20"   |
| 9  | Jan van Steen        |                    | + 1' 20"   |
| 10 | Eugene Kiewit        |                    | + 1' 20"   |